# Werner Theune
Werner Theune (* 21. März 1935 in Göttingen) ist ein deutscher Jurist und war von 1979 bis 2000 Richter am Bundesgerichtshof. 

## Leben
Theune legte das zweite juristische Staatsexamen 1963 ab und trat in den höheren Verwaltungsdienst des Freistaates Bayern ein. Dort war er zunächst in der Bayerischen Inneren Verwaltung und im Bayerischen Staatsministerium für Unterricht und Kultus beschäftigt. Danach wurde er ab dem 1. Februar 1965 als Staatsanwalt in der Staatsanwaltschaft bei dem Landgericht Schweinfurt tätig. Im Februar 1968 wurde Theune zum Oberamtsrichter am Amtsgericht in Königshofen im Grabfeld ernannt. Im Juli 1972 wurde er dann Richter am Oberlandesgericht Bamberg und im August 1979 Richter am Bundesgerichtshof.
Am Bundesgerichtshof gehörte er dem 2. Strafsenat  des Bundesgerichtshofs an. Daneben war er außerdem von 1980 bis 1993 Mitglied des Kartellsenat des Bundesgerichtshofs an. Vom Kartellsenat aus wurde er 1992 bis 1993 in den Großen Senat für Zivilsachen entsandt. Den 2. Strafsenat vertrat er ab 1995 im Großen Senat für Strafsachen und von 1995 bis 1998 im Gemeinsamen Senat der obersten Gerichtshöfe des Bundes. Mit Ablauf des 31. März 2000 trat er in den Ruhestand.